# Капелан

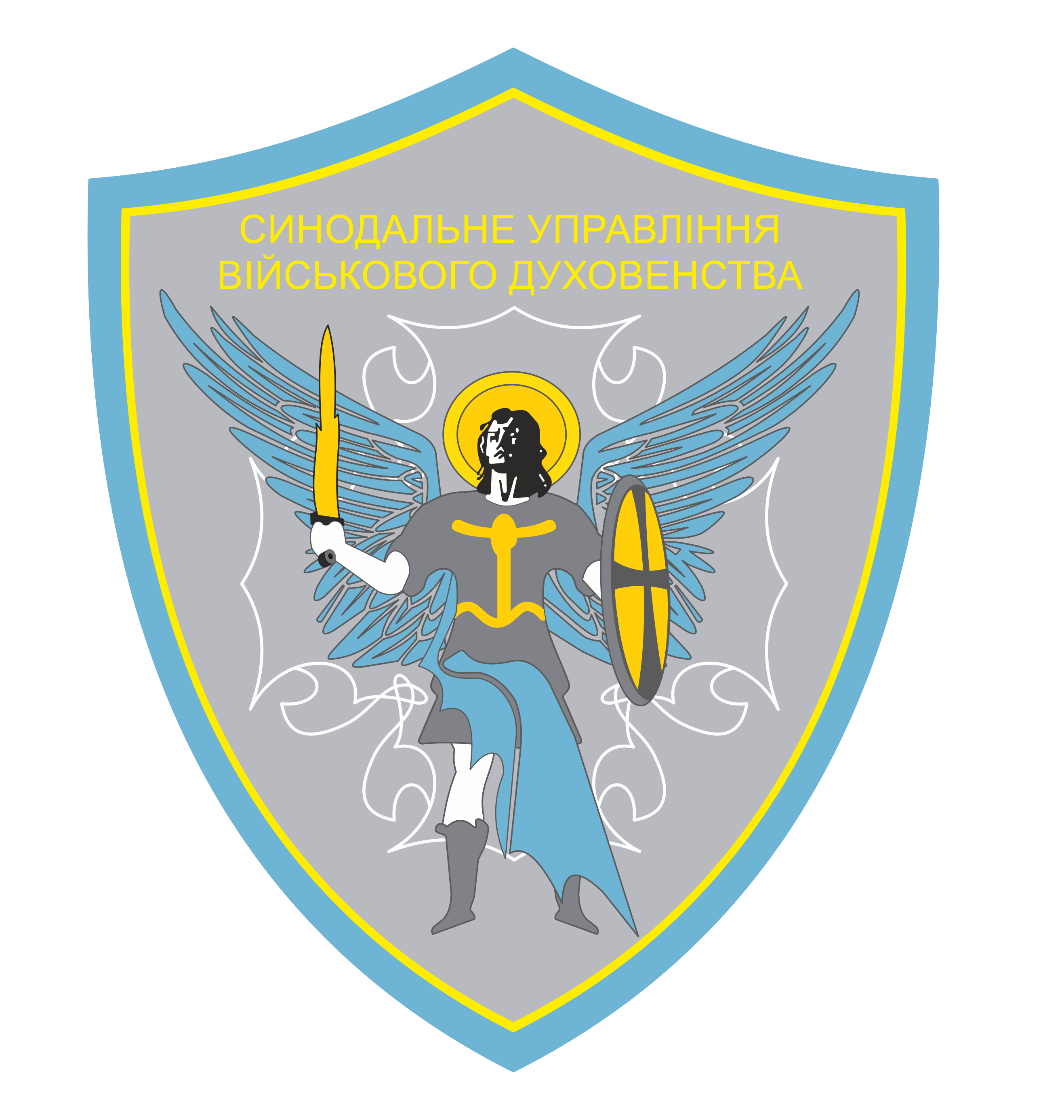
Логотип Синодального управління військового духовенства ПЦУ

Капела́н (від лат. capellanus) або військовий священник — у християнських церквах та деяких інших релігійних організаціях різних держав світу це представник духовенства, якому на постійних засадах доручають пастирську опіку над якоюсь спільнотою або особливою групою вірних, наприклад:

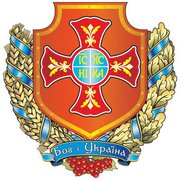
Знак Департаменту Патріаршої Курії УГКЦ у справах душпастирства силових структур

- військовий священник в армії (посада, прирівняна до заступника командира полку або батальйону, якому надається особистий озброєний ад'ютант). Відповідальний за виховання солдатів, матросів, офіцерів та їхніх родин. У його функції входить богослужіння серед військовослужбовців, контроль за їх моральним станом, відспівування померлих (загиблих) тощо.
- священник у поліції (пенітенціарних установ), у пожежній охороні, лікарні (шпиталі), гауптвахті та в інших установах.
- священник, закріплений за якоюсь громадською (мирянською) організацією, який періодично здійснює відправи, сповідь, надає духовну опіку членам організації.
- священник при каплиці (капелі) чи домашній церкві, а також помічник парафіяльного священника (приходський вікарій).

Звідси є слово капеланство — термін, що походить від слова капелан і означає службу капелана, таке історичне явище, інститут духівників у суспільстві тощо. Бере свій початок із IV століття. Покровителем капеланів є святий Мартин Турський.
Зараз в Українській армії більшість капеланів є з Православної церкви України, керує ними Синодальне управління військового духовенства (СУВД), також є капелани з УГКЦ та Перший український батальйон військових капеланів від протестантських пасторів.

## Капеланство і зброя

### У православ'ї
Згідно з канонами Православної церкви, військовий священник не може брати до рук зброю з метою виконання бойових задач. Винятком є душпастирська мета, допомога воїну, який потрапив у стресову ситуацію, аби він не наробив шкоди ні собі, ні іншим воїнам. Для священників в східно-християнській традиції є абсолютно неприпустимим носіння зброї і застосування сили. Про це свідчить в «Алексіаді» Анна Комніна: «Уявлення про священнослужителів у нас зовсім інше, ніж у латинян. Ми керуємося канонами, законами і євангельської догмою: Не торкайся, не кричи, ані рухай, бо ти священнослужитель (пор. Кол. 2:21). Але варвар-латинянин робить службу, тримаючи щит у лівій руці і потрясаючи списом у правій, він причащає Тіла і Крові Господньої, дивлячись на вбивство, і сам стає чоловіком крові, як в псалмі Давида (Пс. 25:9). Такі ці варвари, однаково віддані і Богу і війні». Були і винятки з правил. Наприклад, єпископи в Чорногорії були одночасно і князями й тому брали участь у військових діях зі зброєю в руках. Але в цілому для Східної Церкви це не характерно.
- 27 апостольське правило забороняє священнику піднімати руку на людину. Кожен священник, який наважився вдарити «вірного чи невірного» підлягає позбавлення сану. «Бо Господь аж ніяк нас цьому не вчив: навпаки — Сам бувши битим, не завдавав ударів, докорів, не докоряв взаємно, страждаючи, не погрожував».
- 9 правило Двократного собору підтверджує цю ж норму і додає, позбавлення сану підлягає не лише той священник, який побив когось «власноруч», але і той, який наказав комусь іншому вчинити «катування до жорстокості і до смерті»,

Про правила стосовно священиків, які вчинили вбивство:
- 5 правило Григорія Нісського говорить про те, що той, хто скоїв навіть мимовільне вбивство не може бути рукопокладений на священника. Зонара у тлумаченні на це правило додає, що священник, який здійснив навіть мимовільне вбивство, підлягає виверженню з сану.
- 55 правило Василя Великого свідчить, що священник, який вбив когось в цілях самооборони, також підлягає позбавлення сану.

«У нас був випадок, — розповідає владика Іоан (Яременко), — коли необстріляний воїн у стресовому стані після першого бою нікого до себе не підпускав і погрожував, що усіх розстріляє. До нього вдалося підійти лише капелану. Він заспокоїв солдата і забрав зброю».
Зброя сама по собі не є злом, не є скверною. Вона використовується для захисту Батьківщини. Є чин освячення зброї, якою захищають Батьківщину. Цей чин ще з древності прописаний в богослужбових книгах православної церкви.

### В католицизмі
Наприкінці XI століття біля стін Константинополя з'явилися перші загони хрестоносців, серед яких були в тому числі і озброєні священники, це сильно здивувало греків.

## Історія

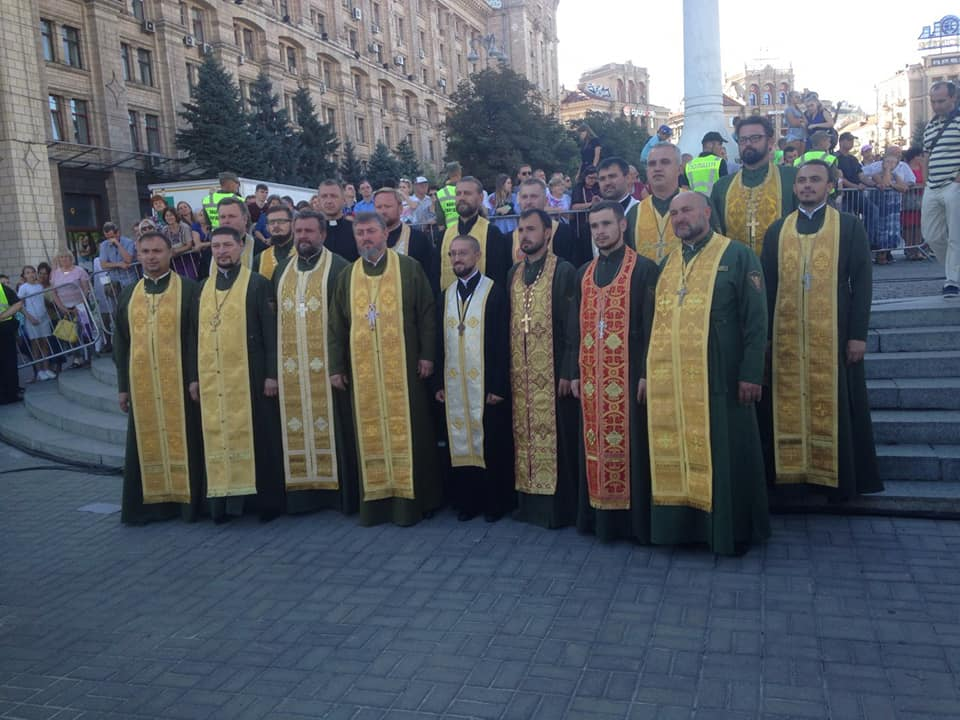
Капелани на репетиції військового параду в Україні (2018)

Термін «капелан» виник за часів життя святого Мартина (архієпископ міста Тур 317–397), коли він був офіцером на військовій службі в Галлії. Побачивши жебрака, котрий не мав вбрання прикритися від холоду, Мартин розірвав надвоє свій військовий плащ «капу» і одну половину віддав жебракові. Цей жебрак явився йому уві сні в образі Ісуса Христа. Після чого друга половина капи св. Мартина стала предметом вшанування у французькій армії. Для неї був створений похідний храм, який назвали «капелою», а священника, який служив у цьому храмі, почали називати «капеланус» лат. capellanus (капелан). В кожному легіоні імператора Римської імперії Костянтина I Великого була похідна церква (окремий намет) із християнським священником. У 742–743 р. у м. Регенсбурзі (Німеччина) на першому східно-франкському соборі (Consilium Germanicum) ухвалено рішення про участь священиків у військовій службі із застереженням про заборону носіння ними зброї і безпосередньої участі в бойових діях.

Капеланство у армії Франції засноване едиктом Карла Великого. У 1539 р. король Франциск I заснував службу капеланів крім армії і на флоті, а в 1555 р. ордонансом Генріха II капелани закріплюються за кожним полком і загоном. Людовик XIV наказав будувати церкви у кожній фортеці. Указом Папи Римського 21 квітня 1986 р. введено найменування «єпархія збройних сил Франції» і «єпископи у збройних силах» (створена комісія з виховання, благодійна організація для ветеранів, для догляду за пораненими й інвалідами «Притулок Богоматері»).

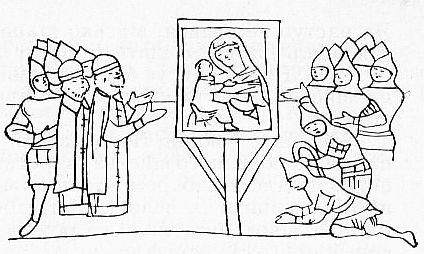
Молитва перед боєм у Київській Русі (Радзивіллівський літопис)

У війську Київської Русі були священники, також і в військових походах. Про це свідчить Повість временних літ, Руський літопис (Іпатіївський літопис), Радзивіллівський літопис (Кенігсберзький літопис) та інші історичні документи. З літопису (Крип'якевич І., «Історія українського війська»): «…зустрічаємо у війську духовенство, а під час походу на половців 1111 р., коли князь Володимир Мономах приставив попів своїх, щоб їхали наперед війська і співали тропарі та кондаки Чесного Хреста і Канон Святої Богородиці».

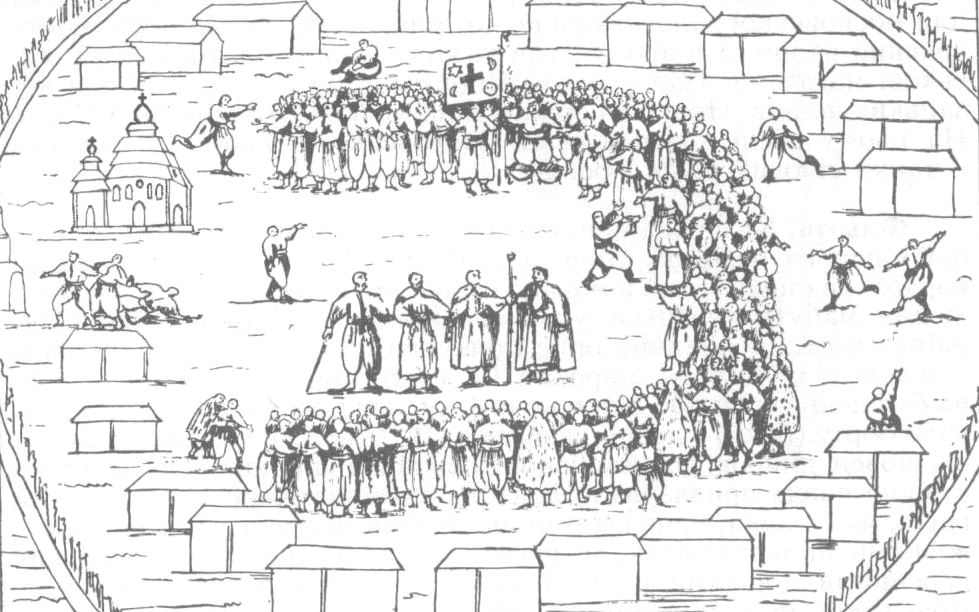
Козацька рада біля церкви на Січі (літопис Рігельмана)

Безумовно також священники були і на Січі, а козацькі ради проходили коло церкви і в присутності священника. Про це свідчать Літопис Самійла Величка, літопис Рігельмана, Літопис Самовидця та інші історичні документи. А у Донських козаків збереглася традиція обов'язкової присутності священника на вищій козацькій раді (козачому крузі) для дотримання атмосфери розсудливості під час наради на справедливе рішення, ведення молитви спочатку та благословення наради. Агіологія та агіографія містить багато фактів благословення війська перед битвою і їх перемогу, молитви і духовні подвиги за успіхи в обороні вітчизни, освячення прапорів, прийняття хрещення військовими, їх сповідь і причастя, благочестиве сімейне життя після вінчання, вимоги козаків до підбору гарних церковних хористів і освічених священиків з Межигірського монастиря, прийняття військовими чернецтва та священства і т. д. У Речі Посполитій (Польщі, Білорусі, Україні та Литві) Варшавським сеймом 1690 року було впроваджено військове священство з утриманням з королівської казни 36 капеланських ставок».
Митрополит Йосип Коринфський служив при гетьмані Богданові Хмельницькому. Цей капелан був убитий у битві під Берестечком. Перед смертю архієрей встиг посповідати гетьмана та козацьку старшину, а також подарував Б. Хмельницькому меча освяченого на Гробі Господньому в Єрусалимі.
У Речі Посполитій (Польщі, Білорусі, Україні та Литві) Варшавським сеймом 1690 року було впроваджено військове священство з утриманням з королівської казни 36 капеланських ставок. Відомий військовий капелян, котрий служив у війську Станіслава Конєцпольського, домініканський монах Окольський С., залишив важливі свідчення для історії як «щоденник кампанії 1637—1638 років».
14 березня 1848 р. після указу австрійського цісаря Фердинанда про формування Національної гвардії Австро-Угорщини у західних землях України військовими формуваннями опікувалися місцеві священники (у Стрию о. М. Білинський, у Львові о. І. Яворівський та інші). Першим відомим українським капеланом був професор Львівського університету доктор наук священник УГКЦ отец Яків Гаровський (1794–1860 р.ж.) у Батальйоні руських гірських стрільців. Після 1869 р. у Австро-Угорської імперії утворено було 17 штатних посад військових капеланів УГКЦ за назвою «фельдкурат», котрі носили військову форму капітана без офіцерських відмінностей, але з хрестом. Військові декани (благочинні) мали назву «фельдсуперіор» — з військовим званням майора. У війську підкорялися римо-католицькому воєнно-польовому єпископу, а у релігійних справах — єпископу УГКЦ.
Посада капелана в армії і флоті Російської імперії була до 1917 р.. Замість нього в армію СРСР була призначена посада «замполіт» (заступник командира з політичної частини) з обов'язковим членством у КПРС (та атеїзмом у світогляді). Капелани були в арміях УСС (1914–1918 р.), УГА (1918–1921 р.), в Січових Стрільцях УНР (1917–1921 р.), в УПА (1943–1954).
Під час Першої світової війни в лавах армії Австро-Угорської імперії нараховувалось близько 100 капеланів українського походження (так звані «фельдкурати» або «польові духівники», «військові священники»). Українські капелани гинули разом з військовим підрозділом у бою, потрапляли у ворожий полон разом із своєю паствою (військовим братством). Тому вже тоді була розроблена чітка система резерву капеланів з тилу фронту для заміни відсутніх.
В армії УПА були священники від греко-католиків і православних, і два пастори від протестантів Української євангельсько-реформованої церкви (Филимон Семенюк і Петро Мельничук). В Польщі є священники римо-католики і православні, протестантські пастори-євангелісти.
419 американських капеланів загинули в різних війнах, включаючи капеланів Конфедерації під час громадянської війни в США.
В армії Вермахту часів Другої світової війни в кожній дивізії існувало два капелани: католицький та лютеранський.

## Сучасність
В сучасному Бундесвері (Німеччина) капелани є від католиків та протестантів (лютерани і євангелісти), якими керує католицький і протестантський військові єпископи, котрі підпорядковані безпосередньо міністру оборони (Управління католицького військового єпископа у справах Бундесверу й Управління Євангелістської Церкви у справах Бундесверу). Підбір у капелани Німеччини — тільки зі священників з вищою теологічною освітою, досвідом служіння на парафії не менше трьох років, вишколених на короткострокових капеланських курсах. Капелани в армії ФРН супроводжують військо на польові заняття і вчення, ведуть працю з сім'ями військовослужбовців для підтримки професійної діяльності військових.
В сучасній армії США дотримуються того ж принципу багатоконфесійності капеланів. До того ж, капелани США мають три розряди, і якщо старший капелан сповідує католицтво чи протестантизм, а молодший буде належати до іншої конфесії — то відповідно регламентованої дисципліни він підпорядковується. У часи Другої світової війни в армії США серед капеланів були й представники юдаїзму, рабини. В країнах (наприклад Італія та Польща), де понад 90% сповідує католицтво — при підборі на капеланську службу намагаються брати більше католицьких священників. Тому в Польщі їх 150, а православних 19.

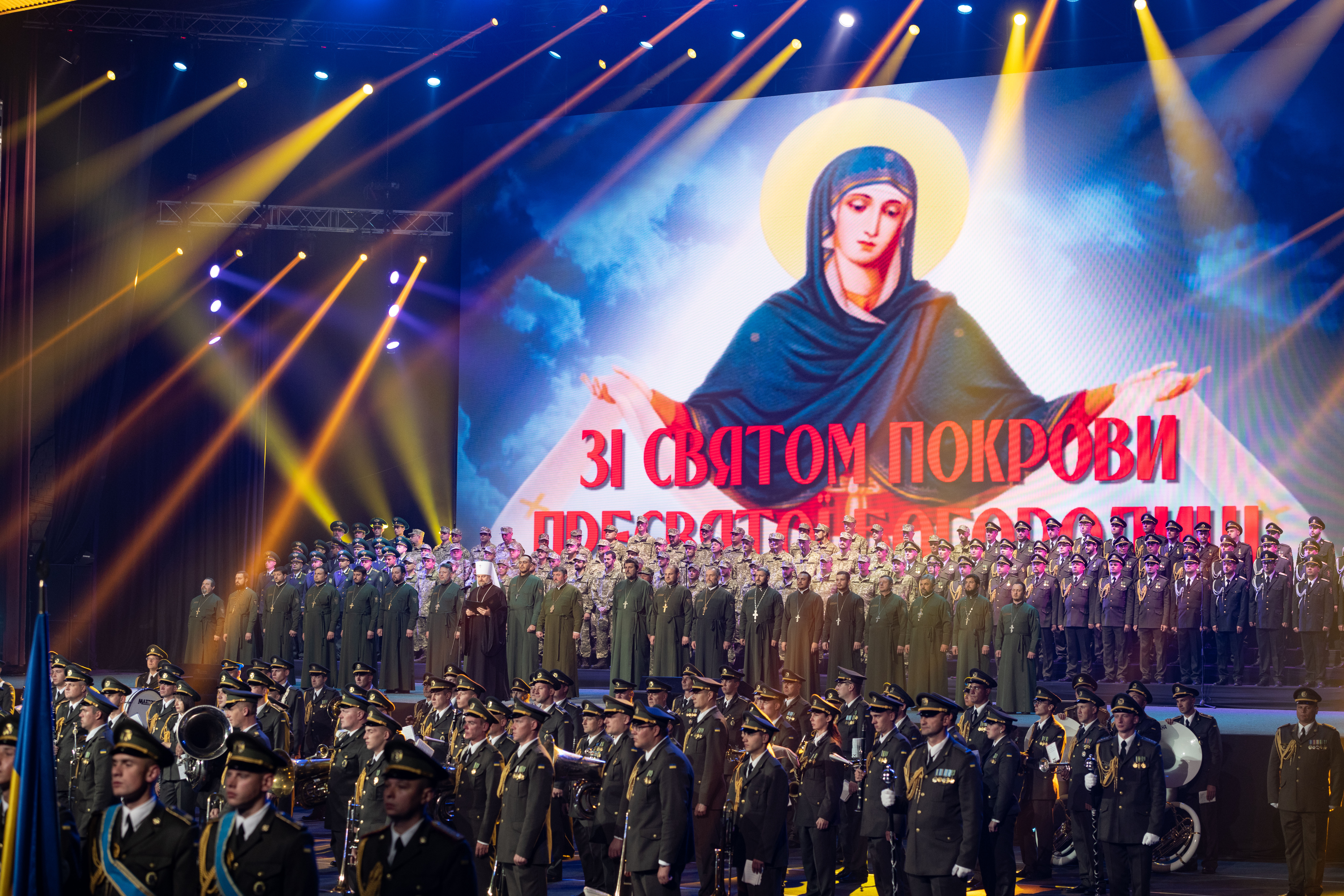
Капелани ПЦУ на святкуванні Покрови

У Великій Британії є королівська служба капеланів, на чолі якої — головний капелан Збройних Сил із званням генерал-майора. До складу його служби входить понад 350 капеланів (147 у регулярних військах, 109 у територіальній армії, близько 100 у кадетському корпусі). Богослужіння проводяться у військових церквах. В кожному гарнізоні може бути декілька церков різних конфесій.
Згідно з Женевською конвенцією 1949 р. священнослужителі не вважаються особами, які беруть участь у бойових діях («нонкомбатанти»), і зберігають цей статус потрапляючи у полон, де мають право продовжувати своє служіння серед полонених. Під час військових дій їх, як і лікарів міжнародними законами заборонено вбивати.
Посада капелана передбачена в обмеженому контингенті військ Організації Об'єднаних Націй від усіх держав-учасників. В Україні, як і в інших країнах колишнього «Варшавського договору», відроджують інститут капеланства. Військові України в Косово, Іраку та інших «гарячих точках» світу мали своїх капеланів.
У США в 2006 р. проходили службу близько 2500 офіцерів-капеланів, які представляли понад 120 релігійних конфесій охоплюючи весь особовий склад, як відбиток суспільства і держави в якій живуть. Капелани США займаються питанням психологічної і виховної роботи військовослужбовців, консультуванням командного складу з питань релігії, культів та звичаїв місцевого населення і встановлення зв'язку з місцевими релігійними і добродійними організаціями. Капелан США має стаціонарну церкву в гарнізоні і похідну церкву для маршу (передислокації), у сухопутних частинах і на кораблях є «куточки капелана», «будинки усамітнення», «молитовні притулки» тощо. Пентагон подбав, що у Збройних Силах США служба капеланів фінансується з військового бюджету, а їх статус — офіцерський. У капеланів США є власне керівництво, свої навчальні заклади й засоби масової інформації. З тексту військової присяги армії США: «Нехай допоможе мені Бог». У статті 6-й «Кодексу поведінки», ухваленого 1995 р. є: «Ніколи не забуду, що я американський військовослужбовець, відповідальний за свої вчинки і служу принципам, які зробили мою країну вільною. Залишаюся вірним Господу Богу і Сполученим Штатам Америки…».

Кандидати на капеланів відбираються серед магістрів богослов'я і за рекомендацією єпископа. Проходять сертифіковану підготовку. У США і Франції капелани перебувають на державному забезпеченні, оскільки релігія визнається як чинник державної безпеки, що сформувала національну культуру і забезпечує психологічний комфорт суспільства, прищеплює громадянам високі моральні цінності, визначає характер економічного та політичного розвитку держави.
В арміях ісламських держав штатні військові мулли також служать як капелани (офіцери органу моральної орієнтації і виховання військовослужбовців). Це — в Ісламській Республіці Іран, Пакистан, Марокко, Алжир, Лівія, Єгипет, Судан, Сирія, Йордан, Саудівська Аравія, Кувейт, Катар, Бахрейн, Об'єднані Арабські Емірати, Оман тощо. Які розробляють систему повсякденної праці з військовими, стежать за суворим виконанням ними звичаїв ісламу (дотримання Корану та принципів шаріату), організовують будівництво нових і розширення старих мечетей. Допомагають їм як ад'ютанти релігійно підготовлені солдати, унтер-офіцери, прикомандировані до частин цивільні мулли. Мечеті є у всіх їх військових частинах. Підбором мусульманських капеланів займається Міністерство оборони (управління військової інформації і пропаганди), штаб Збройних Сил узгоджуючи дії з Міністерством ісламської орієнтації та культури. Розклад дня військовослужбовців включає необхідні для мусульманина елементи, у програму бойової підготовки особового складу армії включено це. Військові мулли проводять бесіди, молебні, проповіді, лекції (наприклад в іранській армії відводиться на це 8 годин на тиждень).
Готують військових муллів у спеціальних навчальних центрах, створених при всіх теологічних школах під керівництвом муфтія. Основними предметами навчання у цих школах є: методика викладання Корану, ісламська моральність, політичний аналіз, історія ісламу, питання шаріату, форми і методи пропагандистського ідеологічного впливу, військова підготовка (на відміну від християнських капеланів, військові мулли можуть брати участь у бойових діях). Особливе місце посідає ідея джихаду (мусульманської боротьби за віру) і шахіду (самопожертви у війні за віру). Військові мулли разом з бойовими командирами співвідповідальні за морально-психологічний стан у військовому підрозділі. Тому вони зобов'язані допомагати командуванню у вивченні настрою і поведінки військовослужбовців.

## Капелани Збройних Сил України
Військові священники (капелани) — це фізичні особи, які запропоновані релігійними організаціями — членами Ради у справах душпастирської опіки (РДпО) при Міністерстві оборони України, пройшли відбір і призначені на посади працівників Збройних Сил України для задоволення релігійних потреб особового складу. До військових звань офіцерів-капеланів додаються слова "капеланської служби".

### Положення про службу військового духовенства у ЗСУ
З метою забезпечення конституційного права громадянина на свободу віросповідання (статті 35 та 64 Конституції України) Кабінет Міністрів України у своєму розпорядженні від 02.07.2014 року за № 677-р розробив та затвердив положення про службу військового духовенства (капеланську службу) у Збройних Силах, Національній гвардії та Державній прикордонній службі.
Основним призначенням військового священника (капелана) є релігійна опіка особового складу Збройних Сил України та членів їх сімей з метою заохочення, поглиблення релігійного життя, сприяння укріпленню позитивних рис характеру та моральних цінностей.
Напрямами діяльності капелана є:
1. задоволення релігійних потреб військовослужбовців;
2. релігійно-освітня робота;
3. індивідуальна душпастирська опіка особового складу;
4. соціально-доброчинна діяльність;
5. душпастирська опіка сімей військовослужбовців та ветеранів.

Основними завданнями військового священника (капелана) є:
1. організація та проведення молитов, богослужінь, благословінь, урочистих і поминальних заходів та інших релігійних обрядів і культів, пов'язаних із задоволенням релігійних потреб військовослужбовців, а також визначними #державними та релігійними датами;
2. ознайомлення військовослужбовців з основами релігійного вчення;
3. виховання у військовослужбовців високого патріотичного почуття та бойового духу на основі морального і духовного потенціалу релігійної та культурної спадщини українського народу;
4. виховання у військовослужбовців толерантного ставлення до людей з інакшими світоглядними та релігійними переконаннями;
5. ознайомлення особового складу з історією національного, культурного та релігійного становлення української державності;
6. допомога військовослужбовцям у розвитку їх особистих та колективних моральних якостей: братерства, мужності, хоробрості, відповідальності, поміркованості, жертовності, дисциплінованості, розсудливості тощо;
7. налагодження партнерських відносин з представниками релігійних організацій різних конфесій, які діють у місцях дислокації військових частин;
8. забезпечення військовослужбовців релігійною атрибутикою, духовною літературою та іншими речами, потрібними для задоволення їхніх релігійних потреб;
9. участь у реабілітації військовослужбовців, які потребують психологічної допомоги;
10. душпастирське піклування про членів сімей військовослужбовців;
11. надання всебічної душпастирської опіки та турботи всім військовослужбовцям і членам їх сімей;
12. формування серед військовослужбовців братерських відносин на засадах принципів солідарності, гуманності та почуття священності військового обов'язку.

Військовий священник (капелан) зобов'язаний:
1. діяти відповідно до Конституції України та чинного законодавства України;
2. дотримуватися розпорядку дня шляхом узгодження з командуванням військових частин часу та місця для проведення богослужінь або інших заходів релігійної опіки;
3. своєю діяльністю сприяти підтриманню в особового складу високого морального духу, забезпечувати релігійну, духовну та етичну підтримку Збройним Силам України;
4. проводити з особовим складом заняття з дотримання здорового способу життя, попередження самогубств;
5. надавати командуванню військових частин консультативну допомогу в питаннях релігії та її впливу на всі аспекти військової діяльності;
6. організовувати задоволення релігійних потреб або забезпечувати вільний доступ (якщо є можливість) тим військовослужбовцям, які належать до інших релігійних організацій, до священнослужителів їхньої релігії;
7. дотримуватися Кодексу військового священника (капелана);
8. ставитися доброзичливо до всіх військовослужбовців незалежно від їхніх релігійних поглядів і уподобань і не примушувати нікого до участі в релігійних обрядах (церемоніях);
9. толерантно ставитися до представників інших конфесій чи релігій, утримуватися від заяв чи дій, які можуть спровокувати релігійну неприязнь, нетерпимість, ворожнечу серед військовослужбовців;
10. брати участь у роботі з утвердження пріоритетності високоморальних, гуманних норм, культури поведінки у взаєминах між військовослужбовцями;
11. дотримуватися норм режиму таємності та збереження державної таємниці відповідно до законодавства України;
12. дотримуватися встановлених правил спільного використання культових споруд, майна та інших засобів для служіння;
13. мати постійний контакт з командуванням військових частин.Православні капелани моляться за полонених моряків

Підготовка військових священиків (капеланів) здійснюється релігійними організаціями та Міністерством оборони України.
Кожна релігійна організація (конфесія) самостійно забезпечує загальну богословську підготовку кандидатів на посади військових священиків (капеланів) у відповідних духовних навчальних закладах — духовних академіях, університетах, інститутах, теологічних факультетах, семінаріях, медресе тощо.
Перед призначенням на посаду військових священиків (капеланів) кандидати, подані релігійними організаціями, повинні пройти курс навчання у вищому військовому навчальному закладі (військовому навчальному підрозділі вищого навчального закладу) за програмою, яка включає основи військової справи, військово-гуманітарну та військово-психологічну підготовку.
Посади військових священиків (капеланів) утримуються з розрахунку чисельності військовослужбовців у гарнізоні:
500—1000 осіб — 1 військовий священник (капелан);
1001—2000 — 2 військових священники (капелани);
2001-3000 — 3 військових священники (капелани) тощо.
В умовах особливого періоду у складі батальйону та вище додатково може утримуватися одна посада військового священника (капелана), навіть якщо чисельність зазначених підрозділів (військових частин) менше 500 чоловік особового складу.
Капелани повинні взаємодіяти із військовим командуванням у питаннях дотримання розпорядку життєдіяльності військових підрозділів, організації та забезпечення своєї діяльності серед військовослужбовців, користування капітальними культовими спорудами на землях оборони, призначеними для релігійної опіки особового складу та підпорядковуватися керівництву своєї релігійної організації в питаннях, що стосуються релігійного життя, духовних і богослужбових практик, проповідництва, церковного права, релігійної традиції і календаря, відносин з іншими релігійними організаціями.
У гарнізонах, де виконують свої обов'язки двоє і більше військових священиків, наказом начальника відповідного територіального підрозділу з питань Служби військового духовенства (капеланства) призначаються старші військові священники (капелани) гарнізонів. Старшим військовим священником гарнізону може бути військовий священник (капелан), який має не менше одного року досвіду роботи на посаді військового священника (капелана). Старший військовий священник гарнізону призначається строком на один рік. Якщо у гарнізоні виконують свої обов'язки військові священники різних релігійних організацій, має бути забезпечено почергове обіймання посади старшого капелана гарнізону представниками різних релігійних організацій.
В умовах особливого періоду, бойових дій та в інших непередбачуваних випадках капелан забезпечує підтримку всіх військовослужбовців, які перебувають у зоні проведення операції. При цьому індивідуальні релігійні потреби військовослужбовців, які не належать до його військової частини, мають задовольнятися, виходячи з наявності часу, ресурсів та можливостей бойової обстановки та наказів військового командування.
Військовому священнику заборонено брати безпосередню участь у бойових діях та мати зброю. Він не може бути залучений до чергувань, нарядів, виконання бойових завдань, проведення службового розслідування та інших дій, не сумісних з діяльністю військового душпастиря.
Основною вимогою для кожного капелана є обов'язкове схвалення його кандидатури у лавах релігійної організації, до якої він належить. Керівництво конгрегації повинно визнати священника гідним звершувати це служіння. Духовний сан і пасторський досвід є цьому підтвердженням.
Капелан повинен бути готовий допомогти людині, яка цього потребує, у будь-який час дня або ночі. Служіння капелана передбачає ненормований графік, що може спричинити певні незручності і вплинути на фізичний стан священника. Однак, лише через самопожертву можливо показати гідний приклад християнина і у всій повноті продемонструвати оточуючим Божу любов. Здатність спілкуватись з людьми з будь-якого суспільного прошарку — найбільш важлива умова для хорошого капелана. священники, що працюють у лікарнях, в'язницях та на військових базах, зобов'язані взаємодіяти з людьми з різним релігійним вихованням чи, взагалі, з відверто атеїстичними поглядами. Навіть якщо релігійні погляди капелана суттєво відрізняються від поглядів оточуючих, важливо бути відкритим для прийняття всіх видів релігійних переконань. Капелани повинні бути гнучкими і мудрими у висловлені своєї позиції, вони повинні залишатись люб'язними і чуйними, наскільки це можливо. Капелани покликані надавати допомогу, підбадьорювати і надихати людей, з якими вони тільки що познайомились. Мета капеланського служіння — побудувати глибокі і змістовні стосунки, через які Господь буде надихати людей і допоможе вистояти у дуже важких обставинах. Для цього необхідне уміння налагоджувати такий тип стосунків за дуже короткий проміжок часу. Капелану необхідно захищати себе від духовної виснаженості. Він повинен уміти надавати допомогу самому собі, для цього кожен священник повинен мати тих людей, які будуть за нього молитись і підтримувати.

## Статистика
| Церква    | Кількість капеланів |
| --------- | ------------------- |
| ПЦУ       | 600                 |
| УГКЦ      | 122                 |
| УПЦ-МП    | 0*                  |
| РКЦ       | 4                   |
| ВСЦ ЄХБ   | 12                  |
| ВСЦ ХВЄ-П | 23                  |
| інші      | 52                  |

* - доступ священників УПЦ-МП у військові підрозділи наразі заблокований рішеннями уряду (що суперечить міжнародному праву, національному законодавству та сприяє дискримінації за релігійною ознакою).

## Розвиток капеланства в Україні

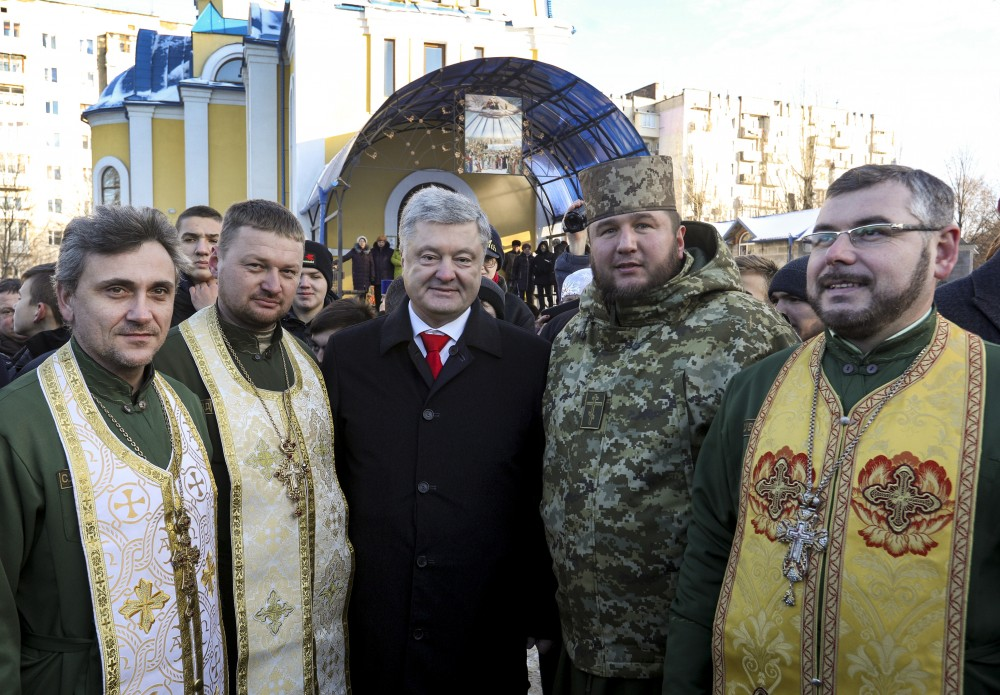
Православні капелани з президентом Петром Порошенком

Безпосередню співпрацю церков і релігійних організацій зі ЗСУ можна поділити на три періоди: з 1992 до листопада 2008, з листопада 2008 до весни 2014 (початок війни на сході України) і від весни 2014 до сьогодні.
Перший період (з 1992 р. до листопада 2008 р.) — це період становлення й налагодження співпраці церков і релігійних організацій із військовими частинами. До 2000 р. означена співпраця мала безсистемний та спорадичний характер, після 2000 р. вона стає більш консолідованою та міжконфесійною.
Опитування, проведене в 1992 р Інститутом соціології НАН України, майже 80% кліриків вважають присутність пастиря-вихователя в Збройних Силах надзвичайно корисним. 95% священнослужителів впевнені, що їхня церква з задоволенням буде вести релігійну роботу в армії, хоча кожен десятий вважає, що їх віровчення не дозволяє їм брати участь в розбудові Збройних Сил.

З 1999 р. до 2006 р. у внутрішній структурі церков та релігійних об'єднань утворюються організаційні підрозділи співпраці із силовими структурами. Зокрема, це Синодальне управління УПЦ (МП) по взаємодії зі Збройними силами та іншими військовими формуваннями України; Синодальне управління духовно-патріотичного виховання УПЦ Київського патріархату у зв'язках зі Збройними силами та іншими військовими формуваннями України; Департамент патріаршої курії УГКЦ у справах душпастирства силових структур України. Після 2000 р. спостерігається налагодження міжконфесійної співпраці в цьому питанні, створюється Всеукраїнське міжконфесійне релігійне християнське військове братство. Поступово налагоджуються партнерські відносини між зацікавленими державними й релігійними інституціями.

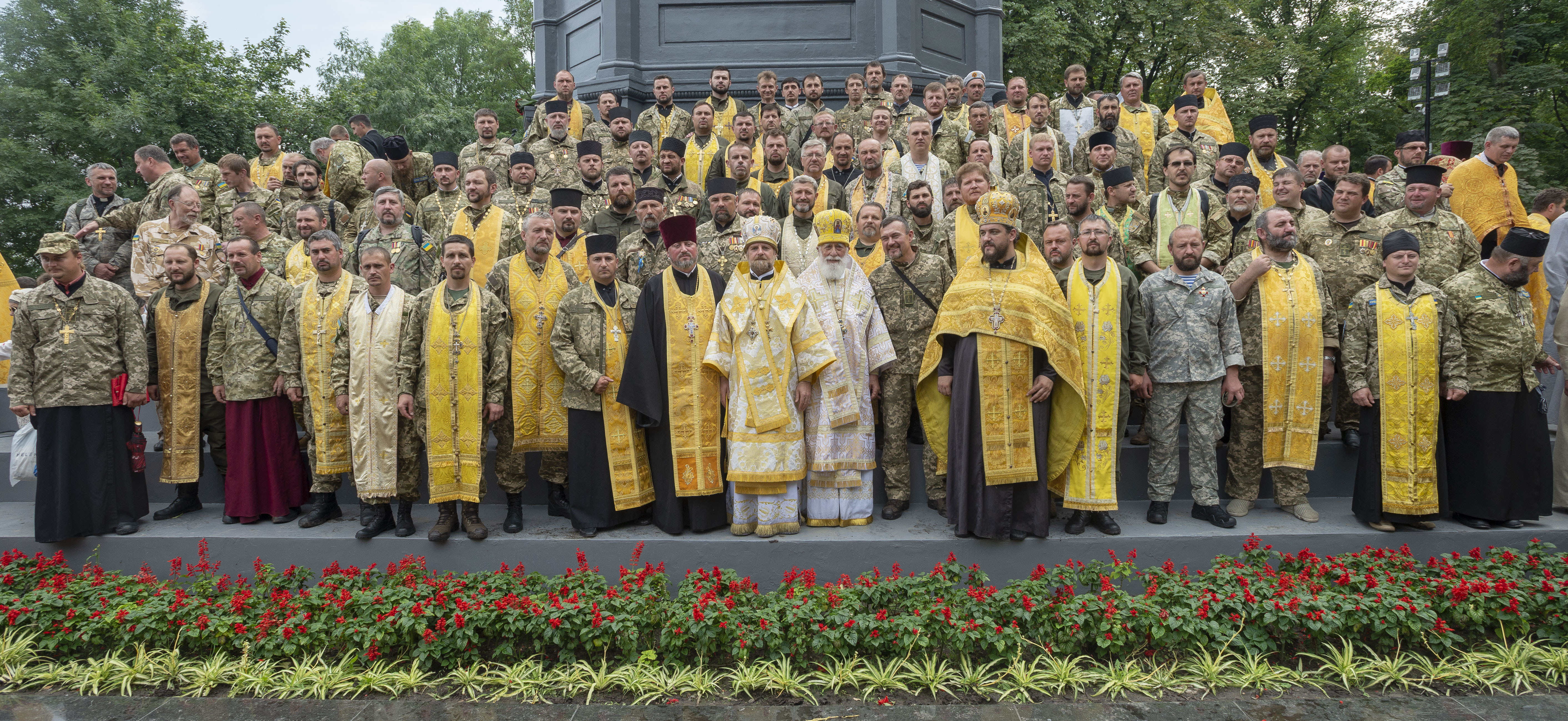
Православні капелани разом з головою СУВД — митрополитом Іоаном (Яременком)

Другий період можна охарактеризувати як період консолідованої співпраці церков та релігійних організацій із ЗСУ та дієвої співпраці із Міністерством оборони України. Створюється консультативно-дорадчий орган — Рада у справах душпастирської опіки при Міністерстві оборони України. Міноборони затверджує ряд нормативно-правових актів, у яких чітко визначено механізм військово-релігійного співробітництва («Концепція душпастирської опіки у Збройних силах України» та «Методичні рекомендації органам військового управління щодо залучення священнослужителів тих церков (релігійних організацій), віруючі яких служать у Збройних силах України, до духовного, морально-етичного та військово-патріотичного виховання»).
Було проведене дослідження у травні 2012 року, у якому наведено, що релігійність серед опитаних, за їх самооцінкою, є досить поширеною: понад ¾ (78%), відповідаючи на запитання «Незалежно від того, відвідуєте Ви церкву чи ні, ким Ви себе вважаєте?» вказали, що вони віруючі. Такими, що вагаються між вірою та невір'ям, визнали себе 9%; невіруючими — 4%, стільки ж — атеїстами. Решта опитаних (5%) не зуміли визначитися щодо відповідного питання.

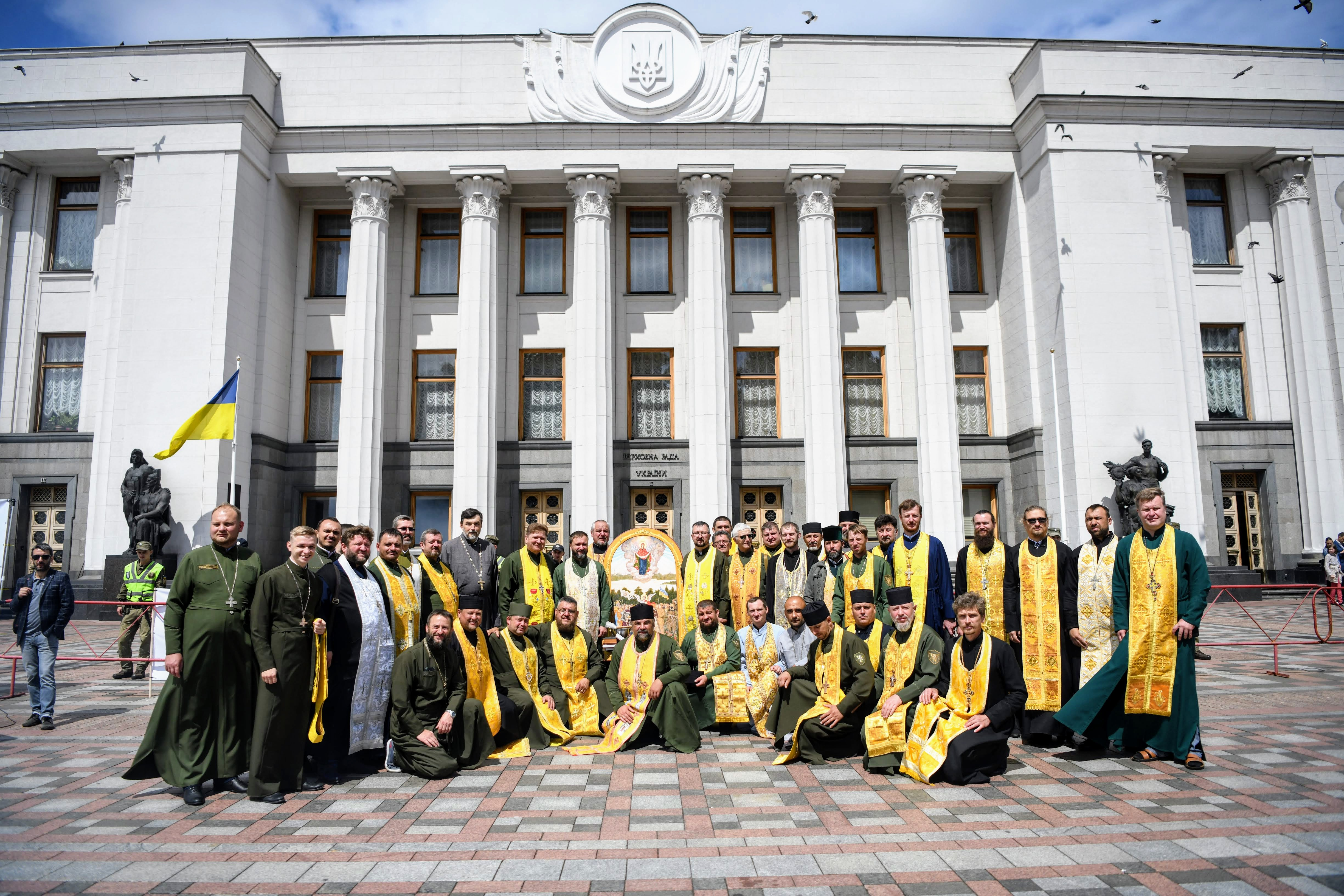
Капелани СУВД під ВРУ мітингують проти правок закону №10244-1 які зробили б їх залежними від ЗСУ. (11 липня 2019)

Не більше ніж п'ята частина (19%) військовослужбовців-контрактників заявила, що вони особисто потребують капелана (військового священника). Водночас майже половина (45%) респондентів тією чи іншою мірою позитивно ставиться до запровадження інституту капеланів (військових священиків) в Збройних силах України. Це обґрунтовується в основному необхідністю задоволення релігійних потреб віруючих, які служать у війську (55%), та тим, що присутність капеланів справлятиме позитивний морально-психологічний вплив на військовослужбовців (44%). Ті, хто негативно (скоріше негативно) ставиться до запровадження інституту військових священиків, свою позицію пояснюють, у першу чергу, тим, що це може спровокувати протистояння і конфлікти в армійському середовищі на релігійному ґрунті (35%). Також вони стверджують, що законодавство України про свободу совісті передбачає достатні можливості задоволення військовослужбовцями релігійних потреб (30%) та впровадження інституту капеланів (військових священиків) потребує додаткових фінансових витрат (28%).
11 липня 2019 року кілька десятків православних капеланів з усієї України з’їхалися до столиці, щоб підтримати нардепів під час розгляду законопроєкту "Про військове капеланство" 10244-1. Проте закон так і не було прийнято.

### Капеланство і війна в Україні (2014 — дотепер)
З 2014 року жінкою капеланом була Лора Когут  . Крімтого, влітку 2015 року першою жінкою-капеланом від УГКЦ стала черниця цієї церкви Сестра Симеона (в миру Надія Довганюк).
З 11 лютого 2015 р. в Україні розпочато розгляд законопроєкту інституту капеланів в органах і установах Державної пенітенціарної служби.
З 14 грудня 2015 р. в Україні розпочато розгляд законопроєкту інституту капеланів у Збройних силах України. 
9 травня 2016 року  на Володимирській гірці у Києві відбулася міжконфесійна молитва за мир та перемогу, у якій взяли участь капелани та учасники АТО. Президент Петро Порошенко сказав «Українські військові капелани — теж захисники Вітчизни. Вас не мине доля солдата на війні. Вас так само рвуть кулі і осколки. Ви можете, як будь-який солдат, потрапити в оточення або полон. Ви, як кожен в армії, терпите всі труднощі військового побуту».
В травні 2017 року в Національній гвардії офіційно запроваджено інституцію капеланства для всіх релігій та конфесій, за винятком УПЦ (МП), через антидержавницьку та колаборантську діяльність частини їх кліру. Також наказом Міністра внутрішніх справ визначено, що: «не допускаються священники, духовні центри яких знаходяться на території країни-агресора».
6 червня 2019 року Верховна Рада у першому читанні підтримала за основу законопроєкт №10244−1 «Про військове капеланство», котрий врегульовує взаємодію держави та релігійних організацій у питанні військового капеланства. Законопроєкт має законодавчо врегулював капеланську діяльність та забезпечити соціальний захист капеланів.
В зоні Операції Об'єднаних сил є збудовано 8 польових капличок.

## Галерея

Знак корпусу військово-морських капеланів збройних сил США
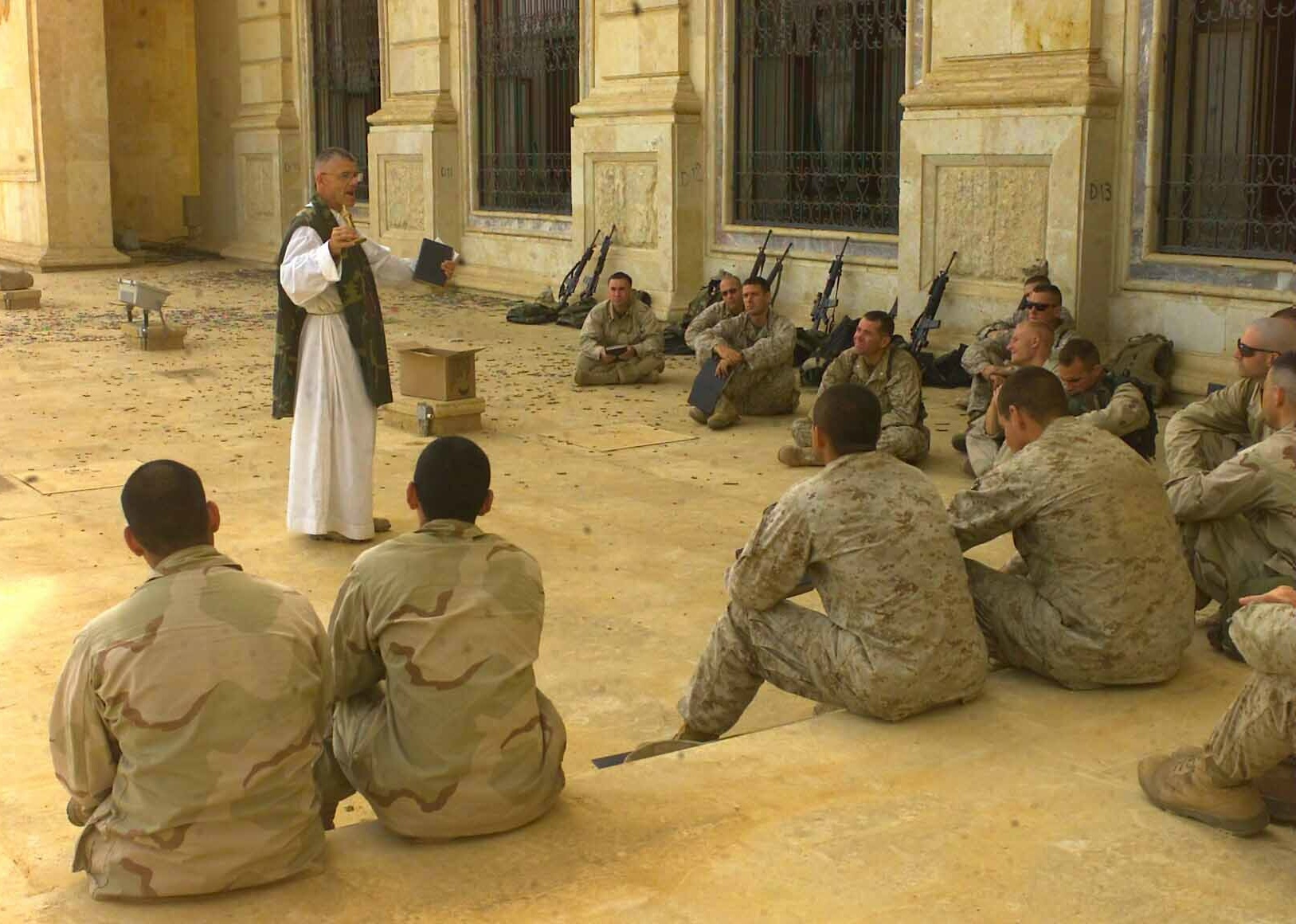
Римо-католицький капелан навчає американських морських піхотинців і моряків у Іраку.
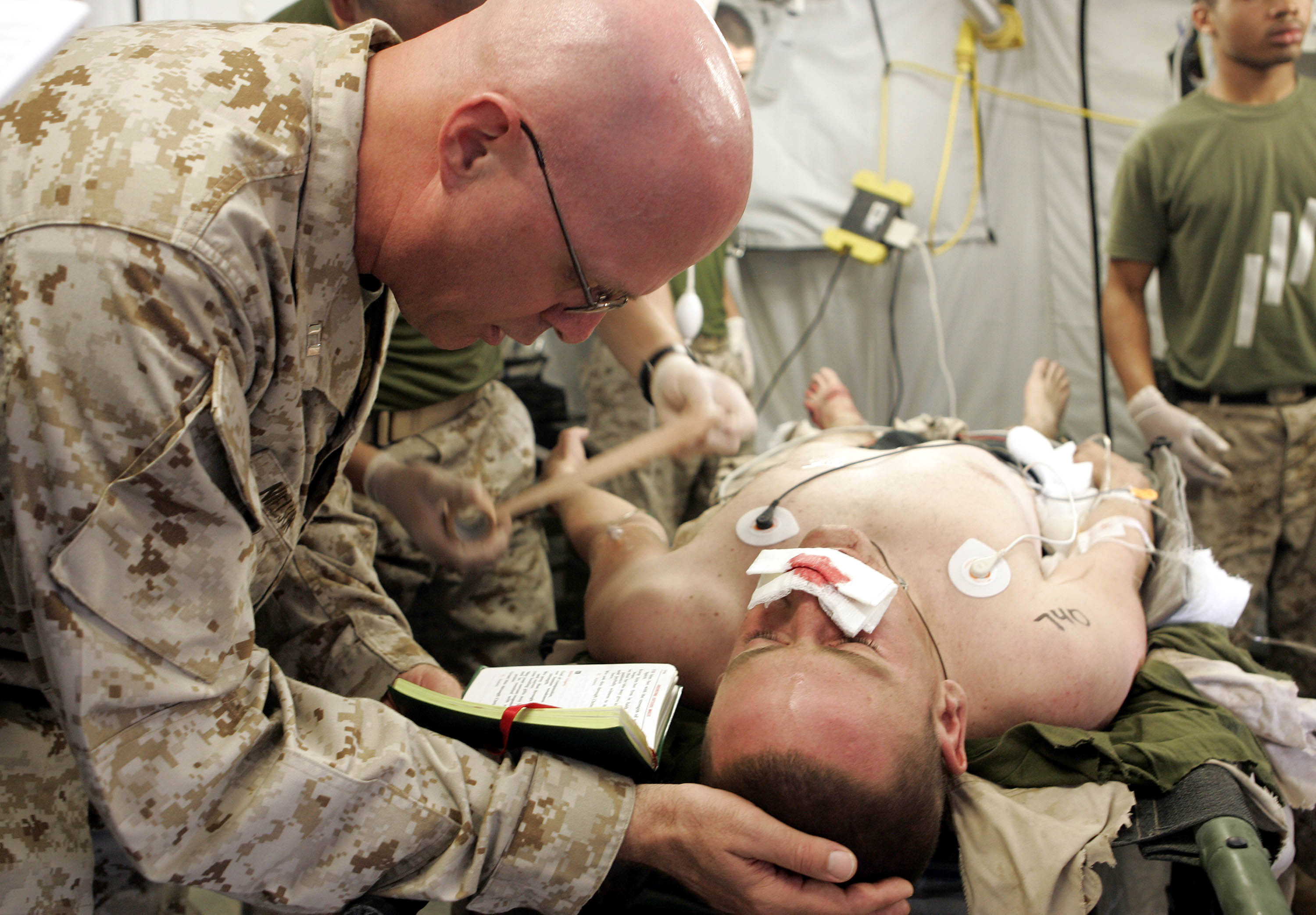
Молитва капелана над солдатом.
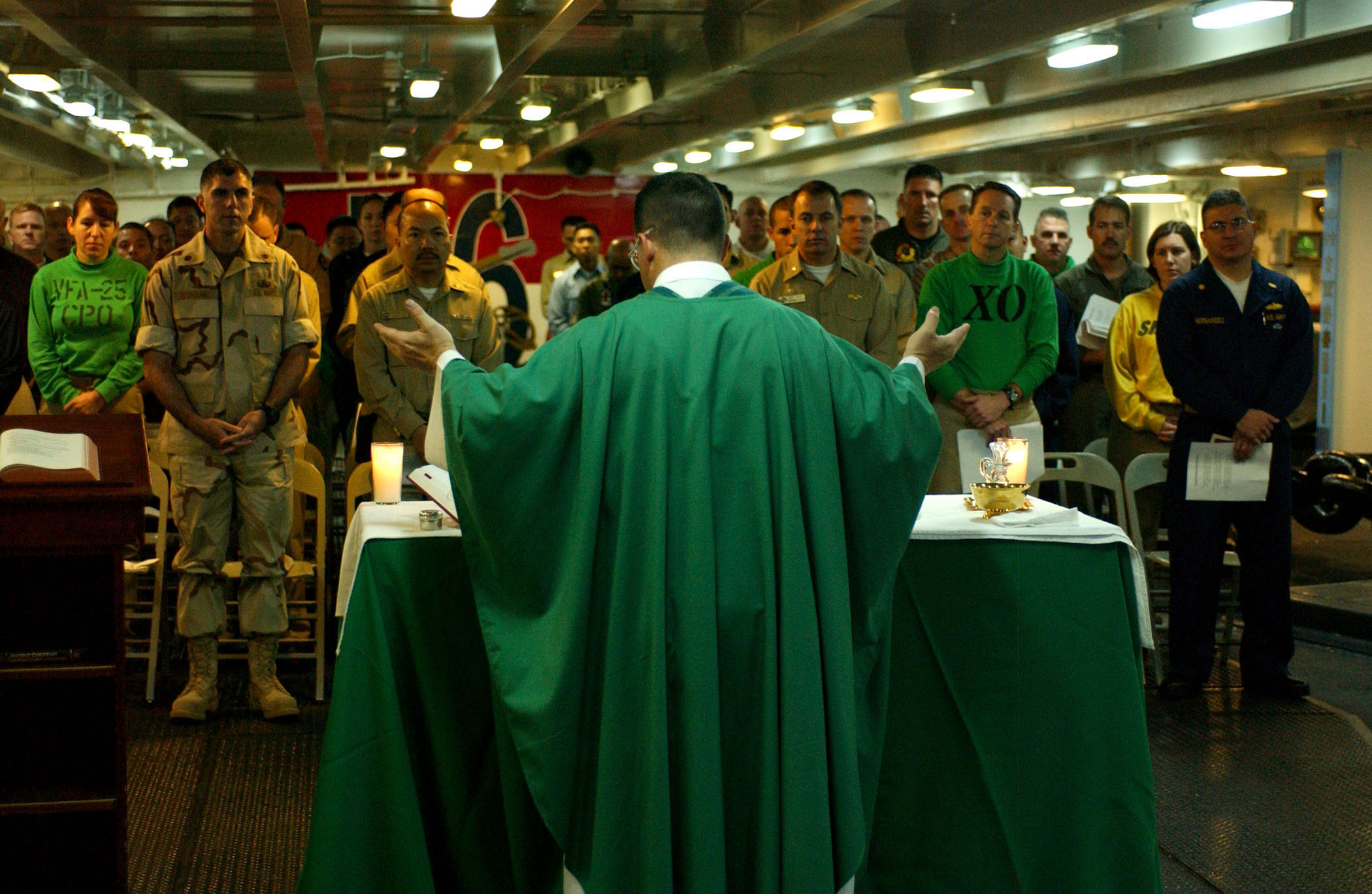
Капелан ВМС США на кораблі "USS Ronald Reagan" служить Месу (католицьку святу Літургію).
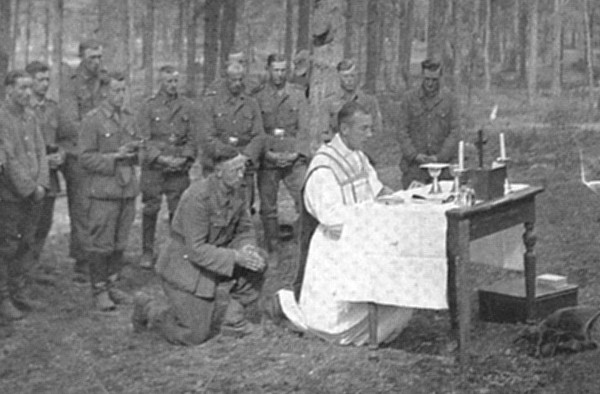
Римо-католицький капелан служить месу для військовослужбовців Вермахту (1939-1940 р.).
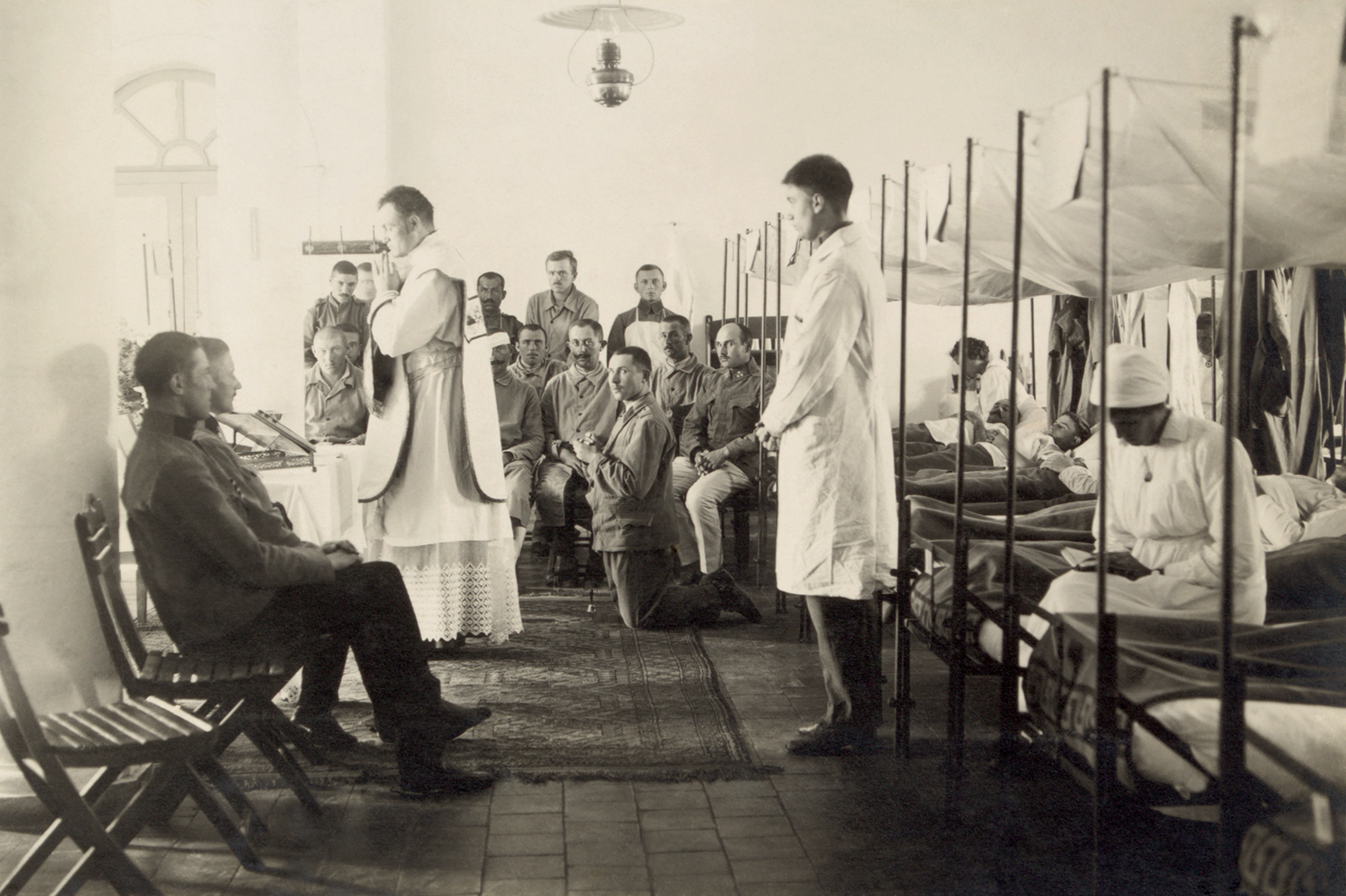
Перша світова війна — католицьке богослужіння у військовому шпиталі (м. Регенсбург, 1916 р.)
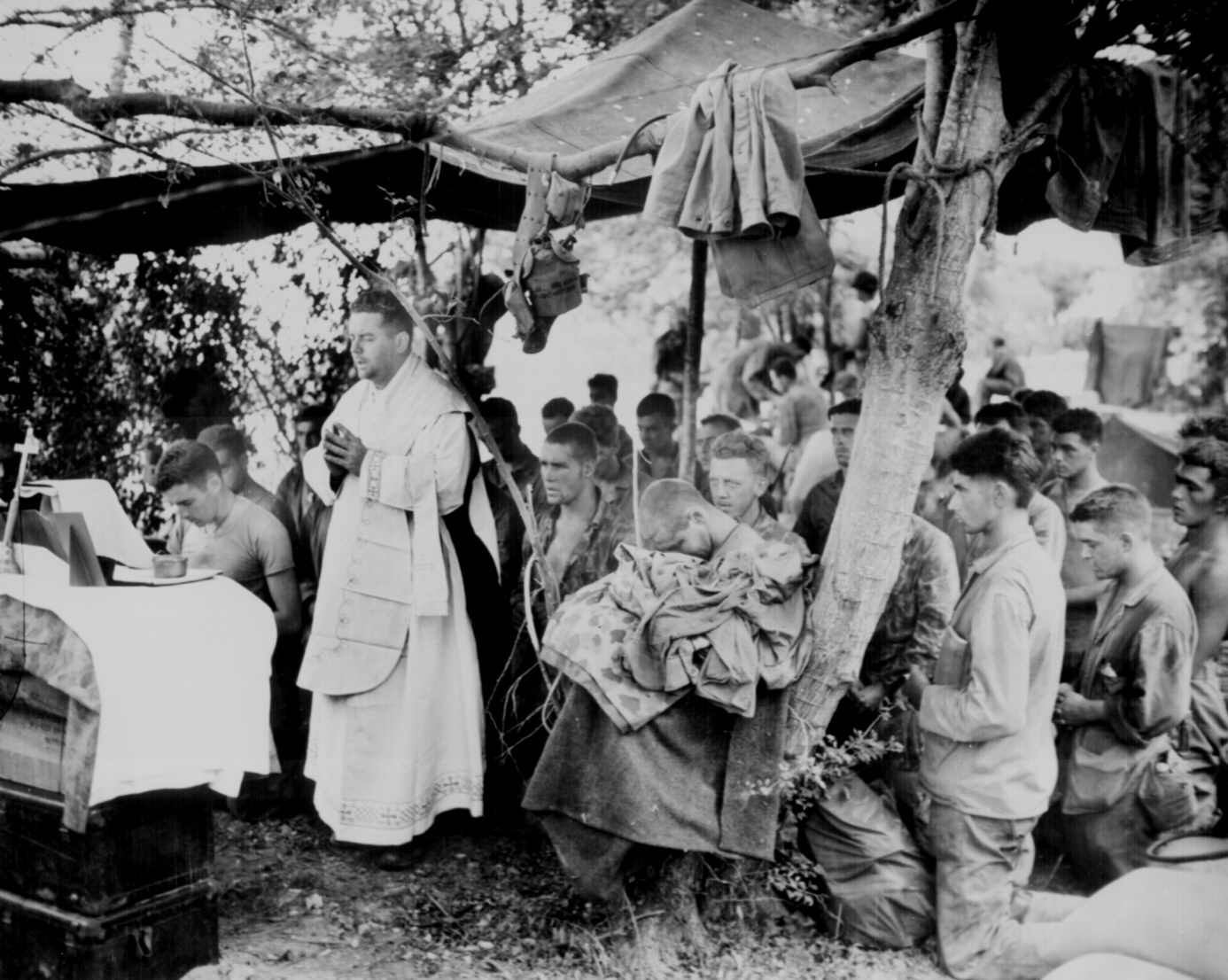
Римо-католицький капелан служить месу для морських піхотинців США під час Другої світової війни.
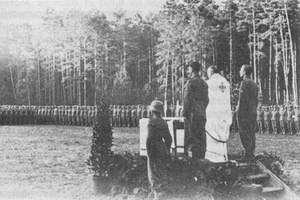
Греко-Католицький капелан отець Василь Лаба служить святу Літургію для Дивізії "Галичина" під час Другої світової війни.
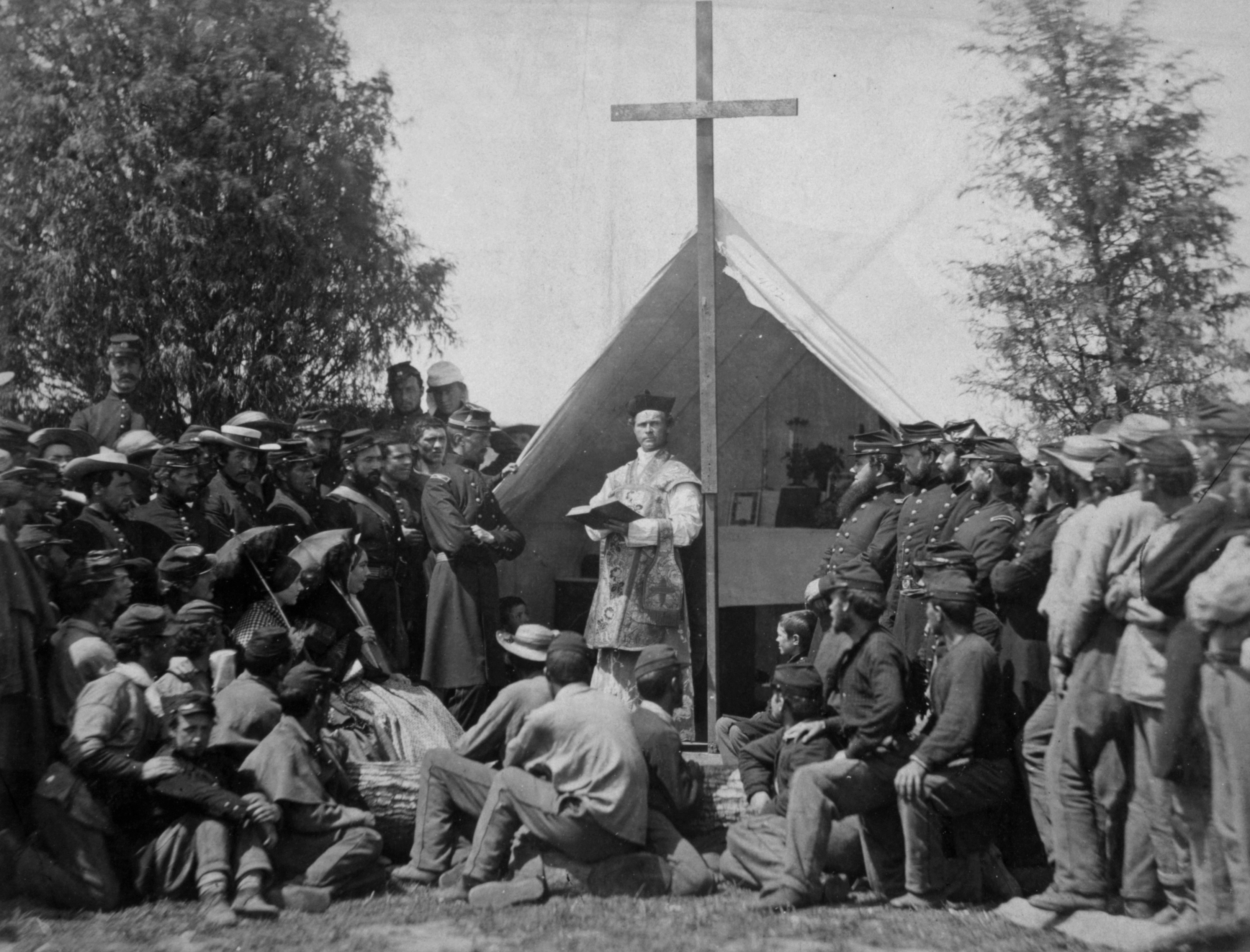
Римо-католицький капелан проводить відправу для військовослужбовців Громадянської війни США (1861—1865 р.).
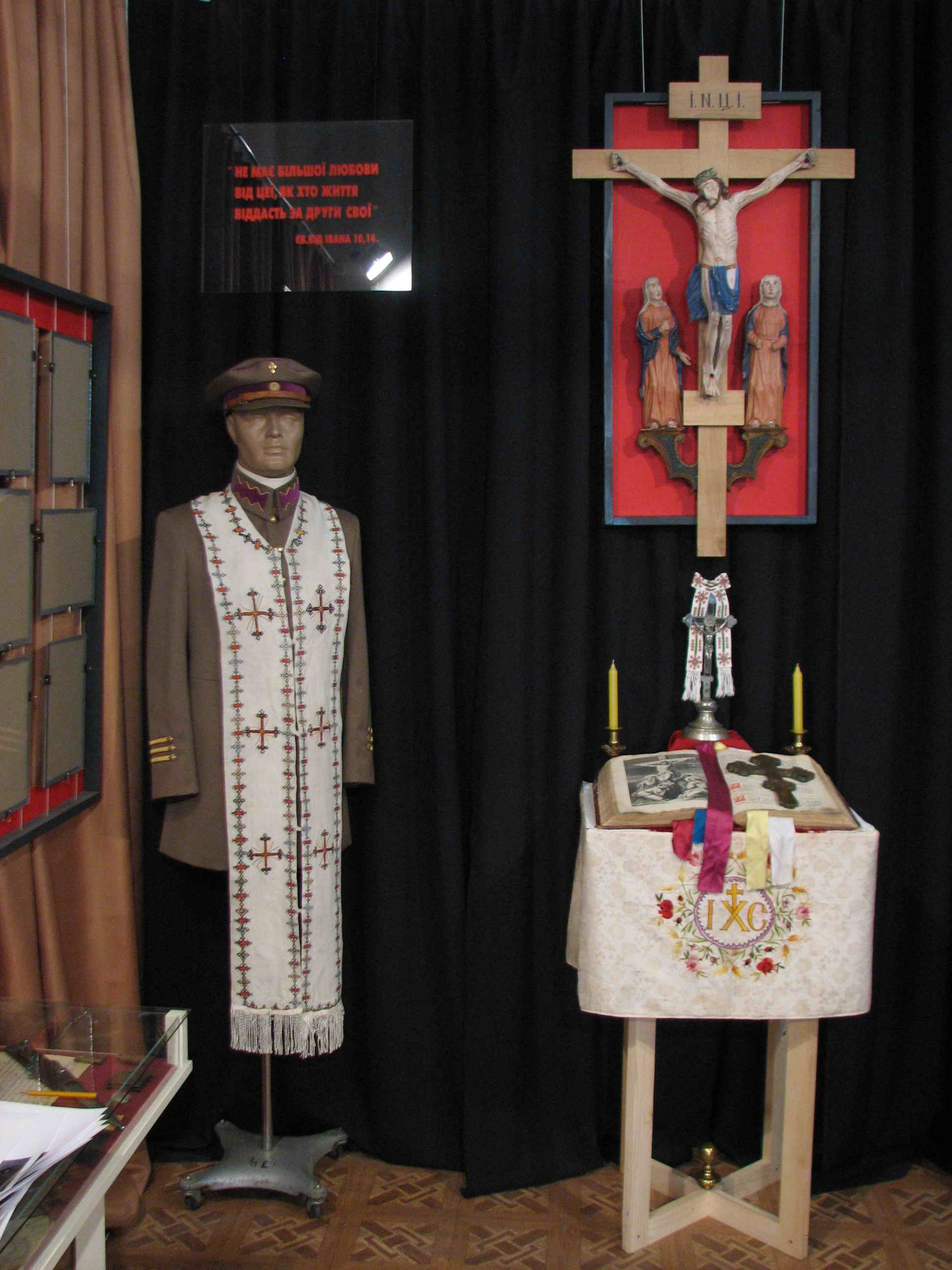
Військова форма з єпітрахиллю греко-католицького капелана УГА (1918-1921 р.).
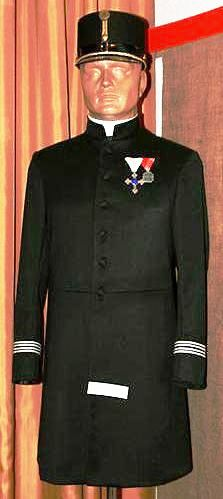
Військова форма капелана 9-го рангу УСС (1914-1918).
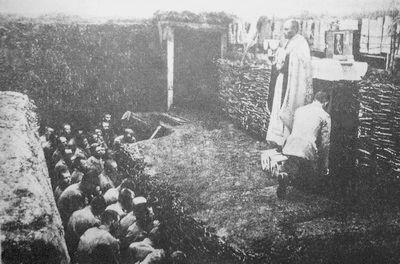
Греко-католицький капелан отець Микола Їжак править літургію в окопах УСС (1914-1918)
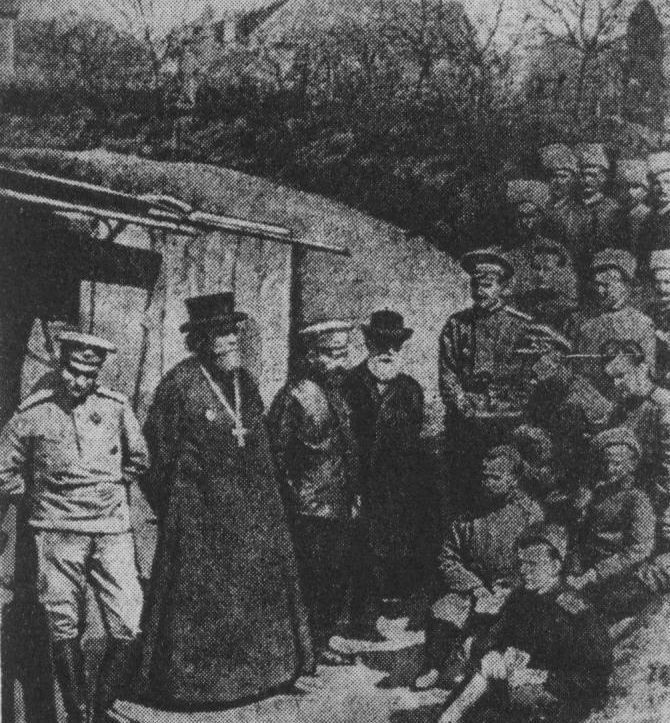
Капелан Російської імперії серед військових (1914-1918)
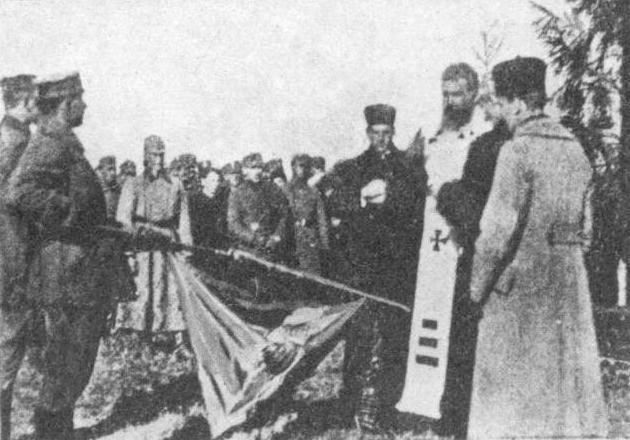
Освячення прапора УСС єпископом Андреєм Шептицьким у Развадові (28 серпня 1917)
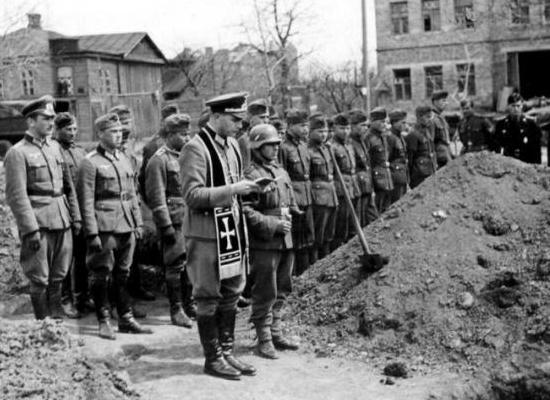
Капелан служить похорон солдатів Вермахту.
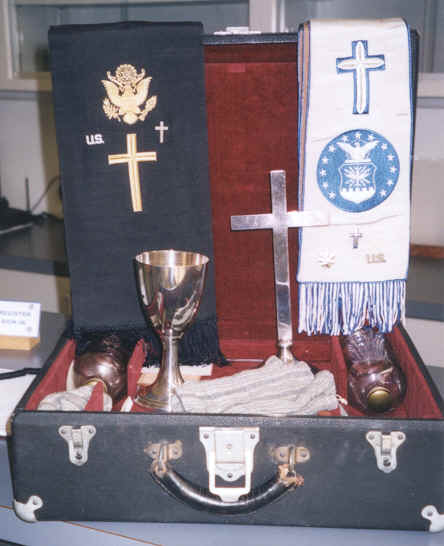
Спорядження військового капелана США часів Другої світової війни.
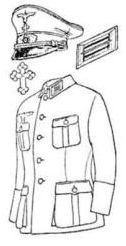
Військова форма капелана Вермахту з хрестом на кокарді кашкета.
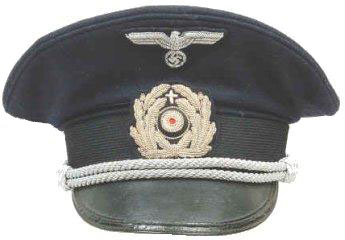
Кашкет капелана "Крігсмаріне" Вермахту.
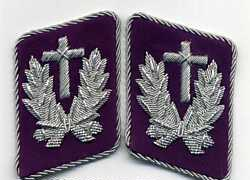
Петлиці капелана "Люфтваффе" Вермахту.
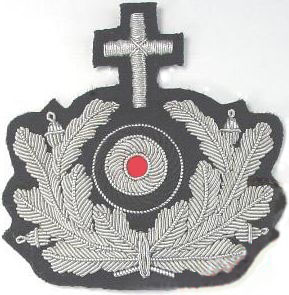
Кокарда капелана Вермахту.
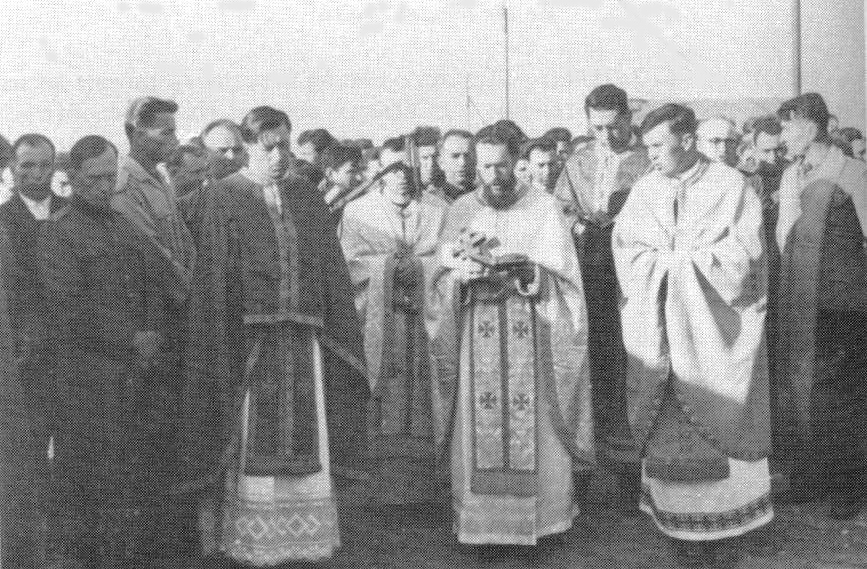
Свячення пасок на Великдень у таборі військовополонених українців у Ріміні, в центрі — священник Мирослав Любачівський (21 квітня 1946)
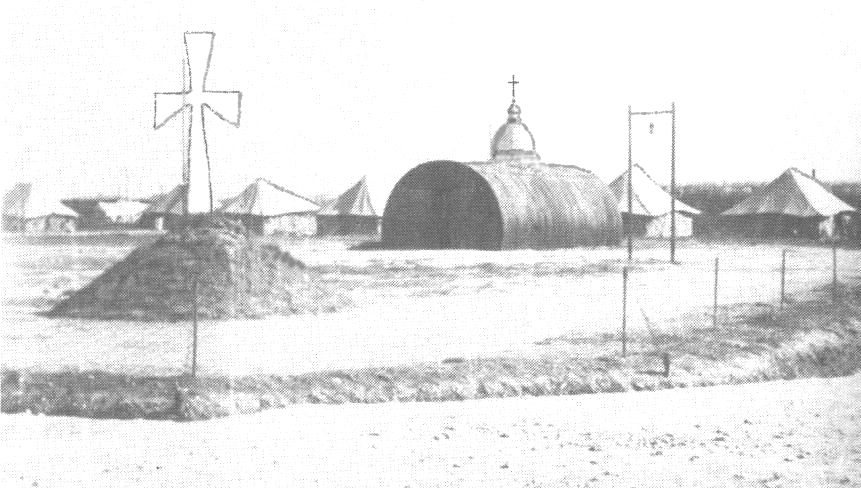
Табірна каплиця, перероблена з ангара в таборі в Ріміні (1945-1947)
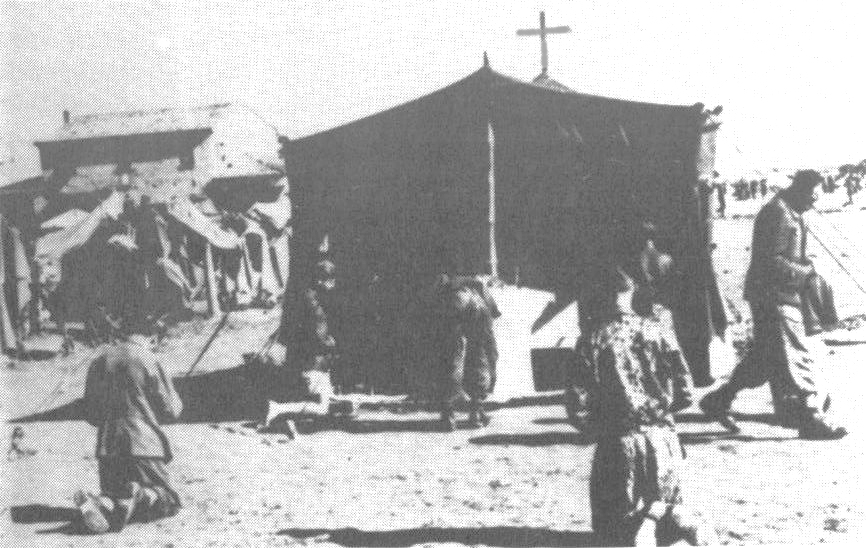
Табірна каплиця облаштована з намету в Белларія-Іджеа-Марина в таборі військовополонених українців (1945-1947)
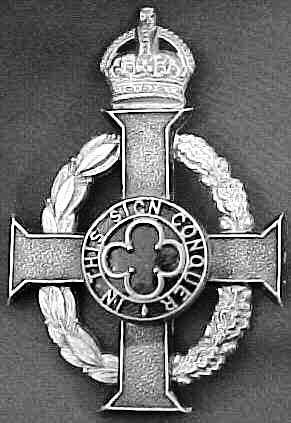
Знак капелана в'язниці в Міссурі США.
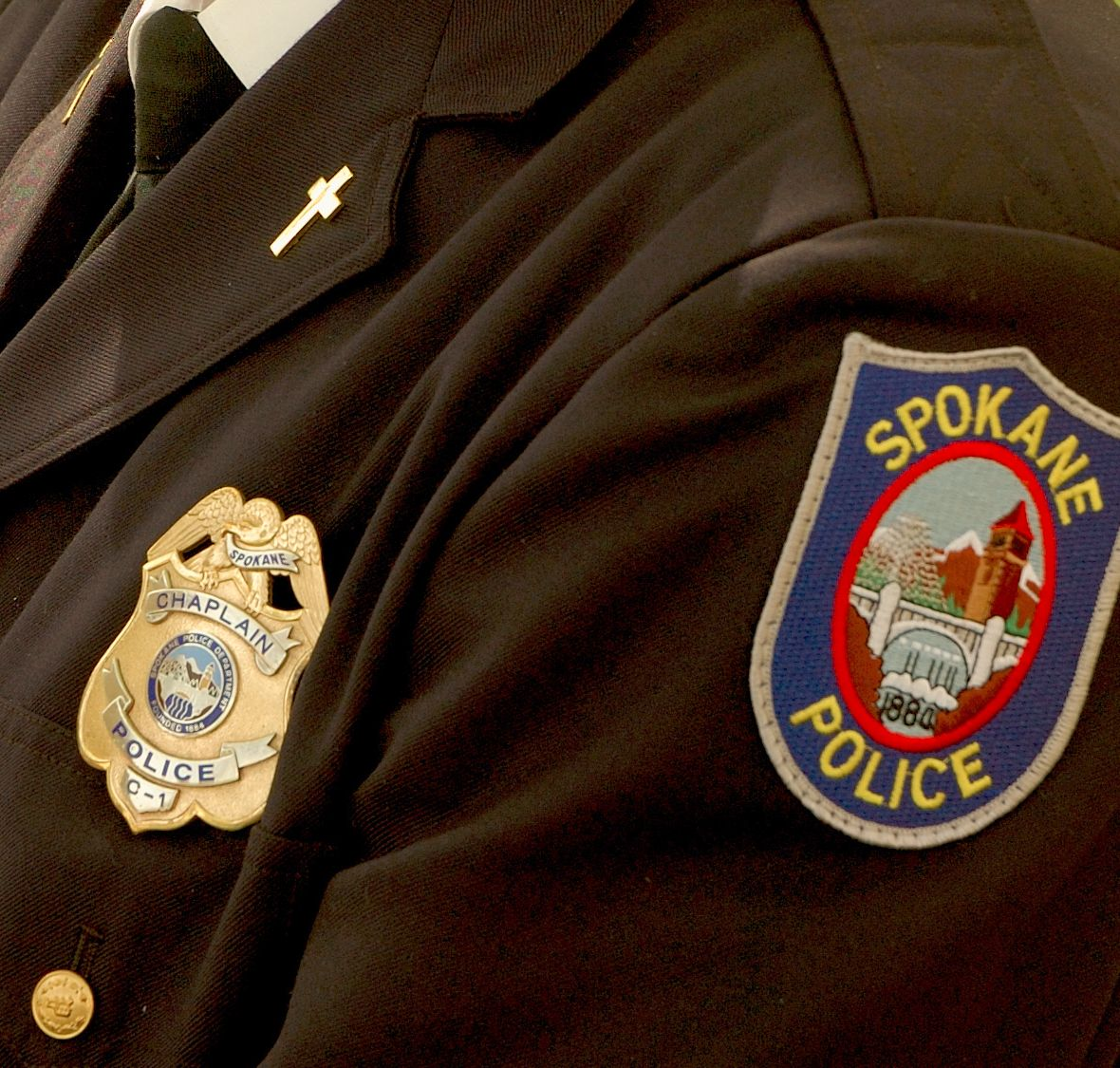
Хрест на петлицях уніформи капелана поліції США.
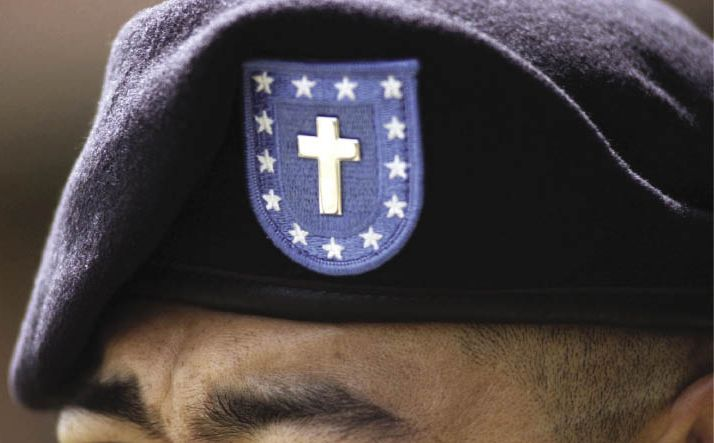
Берет капелана США.
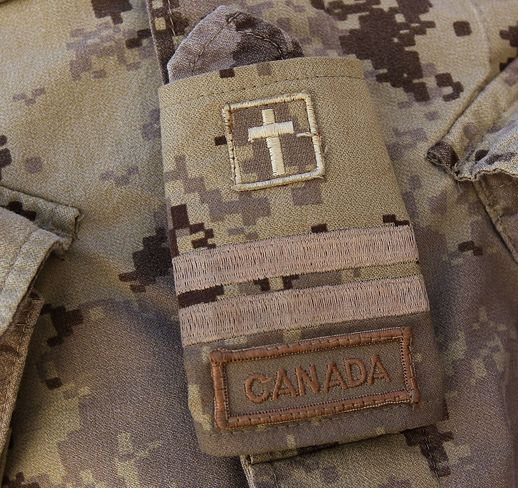
Шеврон уніформи капелана (Канада).
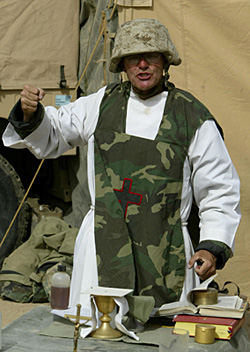
Польова свята Меса (Служба Божа).
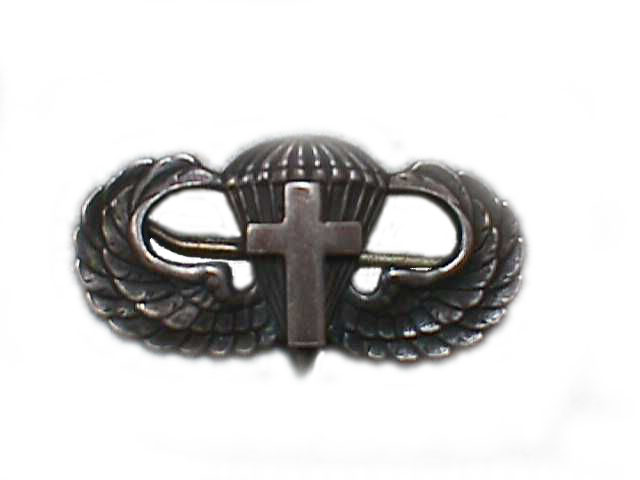
Знак капелана повітряного десанту США (за стрибки з парашутом) жартівливо названий "крила падре".
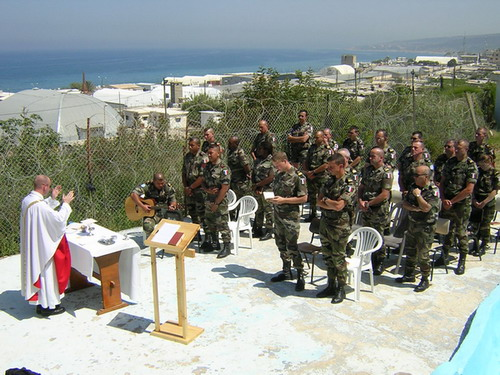
Французькі солдати під час святої Меси (Ліван, 2004)